# La Carneille
La Carneille és un municipi francès, situat al departament de l'Orne i a la regió de Normandia. L'any 2018 tenia 587 habitants.

## Demografia
El 2007 tenia 562 habitants que vivien en 232 famílies. El 2007 hi havia 309 habitatges: 238 l'habitatges principals, 41 segones residències i 31 desocupats.

## Economia
El 2007 la població en edat de treballar era de 344 persones, 246 eren actives i 98 eren inactives. De les 246 persones actives 225 estaven ocupades (125 homes i 100 dones) i 21 estaven aturades (5 homes i 16 dones). De les 98 persones inactives 50 estaven jubilades, 16 estaven estudiant i 32 estaven classificades com a «altres inactius».
Hi havia quinze establiments econòmiques el 2007: una empresa alimentària, dues de fabricació d'altres productes industrials, quatre empreses de construcció, dues empreses de comerç i reparació d'automòbils, una empresa d'hostatgeria i restauració, una empresa d'informació i comunicació, dues empreses de serveis i dues empreses més no especificades.
L'any 2000 hi havia 23 explotacions agrícoles que conreaven un total de 888 hectàrees. El 2009 hi havia una escola elemental integrada dins d'un grup escolar.